# هربرت واگنر (فیزیکدان)
 هربرت واگنر (انگلیسی: Herbert Wagner؛ زاده ۶ آوریل ۱۹۳۵) یک فیزیک‌دان اهل آلمان است.